# Tetcha
La Tetcha (en russe : Теча) est une rivière de Russie, qui coule dans l'oblast de Tcheliabinsk à l'est des monts Oural. C'est un affluent de l'Isset en rive droite, donc un sous-affluent de l'Ob par l'Isset, la Tobol et enfin l'Irtych.

## Géographie
La Tetcha prend sa source dans le lac Irtiach, plan d'eau fort étendu, situé sur le versant oriental de l'Oural, à 30 kilomètres au sud-est de Verkhni Oufaleï. Elle se dirige d'emblée vers l'est. Dans le piémont ouralien, elle traverse une zone peu arrosée et hébergeant de nombreux et vastes lacs. Arrivée au niveau de Brodokalmak, la rivière change brusquement d'orientation, adoptant la direction du nord-nord-est. Dans son parcours, elle baigne les villes de Tetcha et de Choutikhinskoïe, puis finit par se jeter dans l'Isset en rive droite, un peu en aval de la localité de Dolmatovo.
La Tetcha (fond, berges et zones humides/inondables) est reconnue contaminée depuis plusieurs décennies par les rejets radioactifs de l'industrie nucléaire en provenance du complexe militaro-industriel de Mayak, situé à proximité de la source de la rivière, comme l'uranium, le plutonium, le césium, l'américium ou le krypton (source Greenpeace[réf. souhaitée]), et l'exposition interne et chronique à une faible irradiation (essentiellement interne via la nourriture ou l'eau) a été associée à une augmentation du taux de leucémies (pour tous les types de leucémies, sauf un la leucémie lymphoïde chronique) dans la population résidente des 41 villages les plus directement exposés à la rivière.
La Tetcha ne reçoit aucun affluent important. Sa longueur est de 240 kilomètres. Son bassin versant, peu arrosé mais riche en lacs parfois assez étendus, a une superficie de plus ou moins 7 200 km2.

## Villes traversées
- Tetcha
- Choutikhinskoïe

## Hydrométrie - Les débits mensuels à Perchinskoïe
Le débit de la rivière a été observé pendant 31 ans (durant la période 1941-1980) à Perchinskoïe, localité située à 27 kilomètres en amont de son confluent avec l'Isset.
Le débit inter annuel moyen ou module observé à Perchinskoïe durant cette période était de 6,66 m3/s pour une surface de drainage de 7 120 km2, soit la presque totalité du bassin versant de la rivière. La lame d'eau écoulée dans ce bassin versant se monte ainsi à 29,6 millimètres par an, ce qui doit être considéré comme très médiocre.
Rivière alimentée en partie par la fonte des neiges, la Tetcha est un cours d'eau de régime nivo-pluvial.
Les hautes eaux se déroulent aux mois d'avril et de mai, ce qui correspond au dégel et à la fonte des neiges de son bassin. Dès le mois de mai, le débit de la rivière baisse rapidement, puis se maintient à un niveau assez élevé tout au long de l'été et de l'automne. En octobre, on observe un très léger rebond, lié aux précipitations de saison. En novembre, le débit baisse à nouveau, ce qui induit rapidement la période hivernale des basses eaux, classique presque partout en Russie. Celle-ci a lieu de décembre à mars inclus. La rivière conserve durant toute la période des basses eaux un certain débit.
Le débit moyen mensuel observé en janvier (minimum d'étiage) est de 1,78 m3/s, soit environ 6 % du débit moyen du mois de mai (28,1 m3/s), ce qui montre l'amplitude assez élevée des variations saisonnières. Sur la durée d'observation de 31 ans, le débit mensuel minimal a été de 0,23 m3/s (230 l/s) en février 1969, tandis que le débit mensuel maximal s'élevait à 103 m3/s en avril 1948.
La saison estivale n'est pas à l'abri d'étiages sévères. Ainsi un minimum mensuel de 0,36 m3/s a été observé en septembre 1977.